# Honda Türkiye
Honda Türkiye A.Ş. ist ein Automobilhersteller mit Sitz im türkischen Gebze und eine Tochtergesellschaft von Honda.

## Geschichte
Bereits seit 1986 wurden Honda-Fahrzeuge von Çelik Motor (einer Gesellschaft der Anadolu-Gruppe) in der Türkei vertrieben.
Im Jahr 1992 wurde das Joint Venture Anadolu Honda Otomobilcilik A.Ş. gegründet, an dem die Anadolu-Gruppe und Honda jeweils zu 50 % beteiligt waren.
Im Jahr 1996 wurde der Grundstein für ein eigenes Werk gelegt, in dem die  Produktion Ende 1997 bzw. Anfang 1998 begann. Im Jahr 2002 übernahm Honda die Beteiligung der Anadolu-Gruppe. Im gleichen Jahr wurde die Motorradproduktion in der Türkei beendet.
Zwischen 2002 und 2006 stieg die Jahresproduktion von rund 5400 auf mehr als 18.000 Fahrzeuge.

## Modelle
Als erstes Modell wird seit 1998 der Civic hergestellt. Die Produktion deckt den Großteil des EU-Marktes ab. Im Dezember 2005 startete die Produktion des City, die 2016 allerdings wieder eingestellt war.